# Dolmen du Mellizo
Le dolmen du Mellizo (en espagnol : dolmen del Mellizo ou Anta de la Marquesa) est un dolmen situé dans l'entité singulière de population de La Aceña de la Borrega près de Valencia de Alcántara, dans la province de Cáceres, en Estrémadure.

## Structure

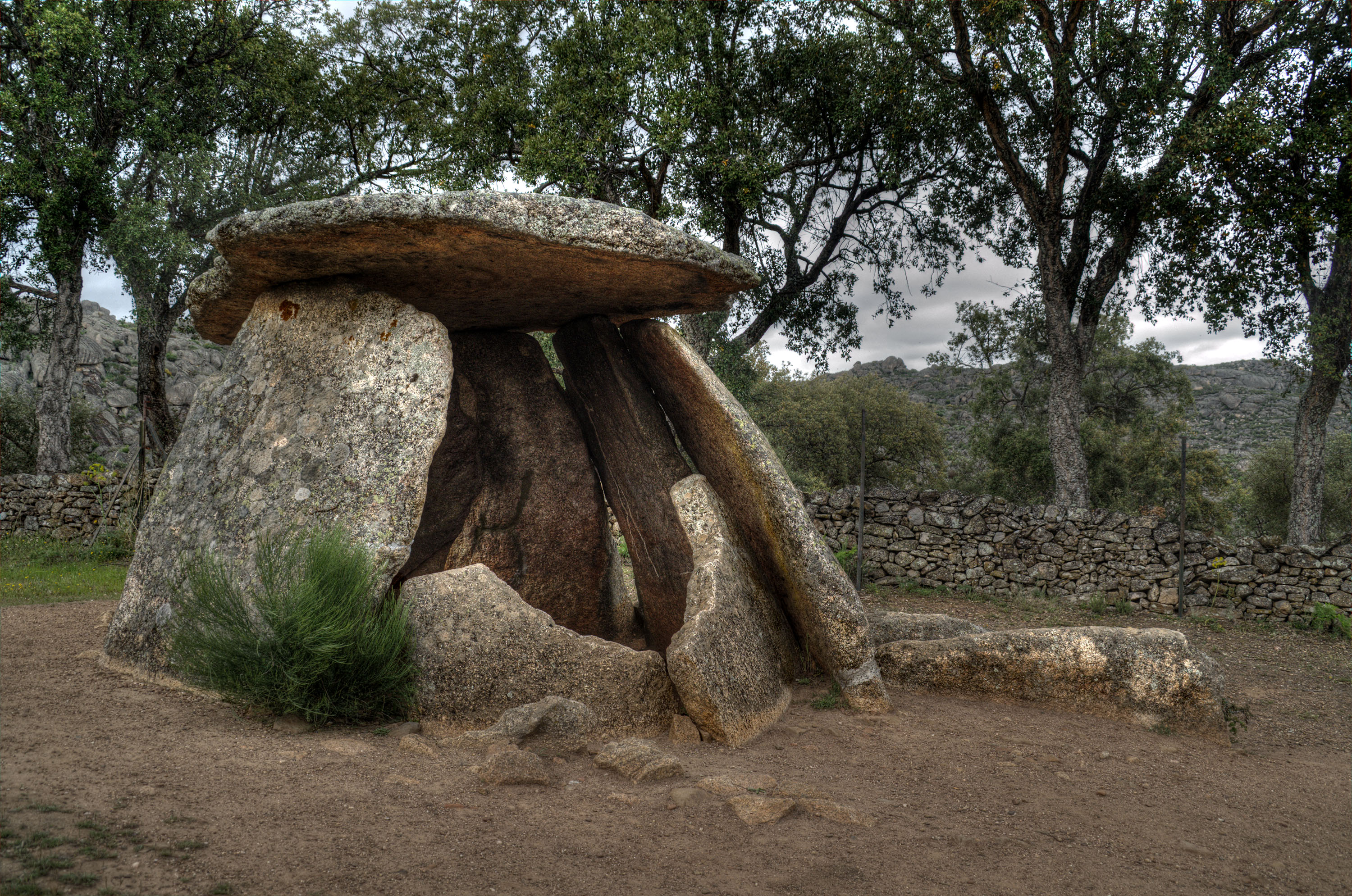
Autre vue du dolmen en 2015.

Il mesure 3,60 m de diamètre et 2,50 m de hauteur ; la table de couverture repose sur huit orthostates.
Le dolmen du Mellizo fait partie de l'ensemble archéologique Dólmenes de Valencia de Alcántara, déclaré Bien de Interés Cultural en 1992.